# Otto Willke
Otto Willke (* 28. Januar 1876 in Braunschweig; † 30. November 1961) war ein deutscher Heimatforscher und Naturschützer.

## Leben
Willke wurde als Sohn der Lebensmittelhändler Heinrich Willke und Luise Willke, geborene Adenstedt geboren. Nach dem Besuch eines Fröbelschen Kindergartens ging Willke zunächst an die Bürgerschule in der Braunschweiger Okerstraße und ab dem 10. Lebensjahr an das Gymnasium Martino Katharineum seiner Heimatstadt. 1895 schloss Willke das Gymnasium ab und studierte bis 1902 Medizin in Leipzig, Göttingen und Berlin. Willke hatte zuvor auch erwogen Musiker, Oberförster oder Pfarrer zu werden. In der Zeit von 1902 bis 1904 war er als Assistenzarzt im Braunschweiger Marienstift tätig, bevor er sich am 1. Oktober 1904 als praktischer Arzt in Braunschweig niederließ.

## Ehrenamtliches Engagement
1904 wirkte er an der Gründung des Deutschen Bundes Heimatschutz mit und gehörte 1908 zu den Gründungsmitgliedern des Braunschweigischen Landesverein für Heimatschutz. 1910 begründete er die Braunschweigische Ortsgruppe des Bundes für Vogelschutz, die ihn 1938 zum Ehrenmitglied ernannte. Ab 1915 arbeitete er auch für die Reichsstelle für Naturschutz in Berlin als Vertrauensmann für das Land Braunschweig. Seit 1924 gehörte er dem Vorstand des Braunschweigischen Landesvereins für Heimatschutz an. Hier wurde er 1946 Ehrenmitglied. Von 1925 bis 1946 gehörte er für den Verein dem Landesausschuss für Denkmalpflege des Landes Braunschweig an.
Seit 1920 gehörte er zum Beirat des Niedersächsischen Heimatbundes. Auch hier wurde er 1955 Ehrenmitglied. Willke verfasste eine Vielzahl von Beiträgen für die Zeitschrift Braunschweigische Heimat. 1929 schuf er eine Bibliographie zur Braunschweigischen Heimatkunde.
1933 ernannte ihn das Braunschweigische Staatsministerium zum Landesbeauftragten für Naturschutz im Land Braunschweig. Nach einer 1940 erfolgten behördlichen Neustrukturierung durch das Reichsnaturschutzgesetz wurde er Kreisbeauftragter für Naturschutz in Braunschweig.
Im Zuge seines ehrenamtlichen Engagements wirkte er an der Einrichtung von acht Natur- und Landschaftsschutzgebieten mit einer Gesamtfläche von 2374 Hektar mit. Auf seine Tätigkeit ging auch die Ausweisung von 18 Naturdenkmalen in Braunschweig zurück. So war er insbesondere für den Erhalt des Teichgebiets Riddagshausen und der Buchhorst verantwortlich.
Willke engagierte sich ab 1952 auch stark dafür, die 40.000 Exemplare umfassende Käfer-Sammlung-Heinemann für seine Heimatstadt zu erhalten, was ihm 1955 gelang.

## Auszeichnungen
1954 wurde ihm das Bundesverdienstkreuz verliehen. Bereits 1951 hatte die Stadt Braunschweig zu seinem 75. Geburtstag einen zentralen Wanderweg im Naturschutzgebiet Riddagshausen als Dr.-Willke-Weg benannt.

## Werke
- Bibliographe des landes- und heimatkundlichen Schrifttums über den Freistaat Braunschweig. 1929.